# Predelovalna industrija
Predelovalna industrija so industrijske panoge, ki se ukvarjajo s proizvodnjo surovin, reprodukcijskega materiala, investicijske opreme, potrošnih dobrin. Industrija je proizvodnja blaga ali povezanih storitev znotraj gospodarstva. Kot glavni vir prihodkov skupine ali podjetja je kazalnik njene pomembne industrije. Če ima velika skupina več virov prihodkov, se šteje, da je aktivna v več različnih panogah. Predelovalna industrija je v času industrijske revolucije postala ključni sektor proizvodnje in delovne sile v evropskih in severnoameriških državah in tako nadomestila prejšnje trgovsko in fevdalno gospodarstvo. Vzrok za te spremembe so bile številni hitri napredki v tehnologiji, kot sta bila na primer proizvodnja jekla in premoga. 
Po koncu industrijske revolucije je prišlo do novih sprememb, tako da dandanes morda tretjina gospodarske proizvodnje izvira iz predelovalne industrije. Številne razvite države in številne države v razvoju / pol razvite države (Kitajska, Indija itd.) so močno odvisne od proizvodne industrije. 

## Zgodovina

### Suženjstvo
Suženjstvo, to je prisilno delo  v proizvodnji blaga in v storitvah je bilo že v antiki prisotno po vsem svetu kot sredstvo za poceni proizvodnjo. Običajno proizvaja izdelke, pri katerih je dobiček je odvisen od ekonomije obsega in za katere je bilo delo enostavno in enostavno nadzorovati. Mednarodno pravo je suženjstvo razglasilo za nezakonito. V letu 2025 je suženjstvo prišlo nazaj. 

### Cehi
Cehi, združenja obrtnikov in trgovcev, nadzirajo proizvodnjo in distribucijo izdelkov. Cehi imajo korenine v rimskem imperiju kot collegia (ednina: collegium ). Članstvo v teh zgodnjih cehih je bilo prostovoljno. Rimska kolegija padca Rima niso preživela. V zgodnjem srednjem veku so se cehi ponovno začeli pojavljati po Evropi in ob začetku 14. stoletja dosegli stopnjo zrelosti. Do dandanes je le malo cehov preživelo, vendar pa so sodobne proizvodne strukture so podobne strukturi tradicionalnih cehov. Drugi cehi, kot je SAG-AFTRA, delujejo kot sindikati in ne kot klasični cehi. Profesor Sheilagh Ogilvie trdi, da so cehi, kjer so bili prisotni, negativno vplivali na kakovost, spretnosti in inovacije na področjih.

### Industrijska revolucija
Industrijska revolucija (od sredine 18. stoletja do sredine 19. stoletja) je pomenila razvoj in popularizacijo mehaniziranih proizvodnih sredstev kot nadomestila za ročno proizvodnjo. Industrijska revolucija je igrala pomembno vlogo pri odpravi suženjstva v Evropi in Severni Ameriki.

## Industrijski razvoj
Industrijska revolucija je privedla do razvoja tovarn za proizvodnjo velIkih količin izdelkov, s posledicami in spremembami v družbi. Prvotno je tovarne gnala vodna para, kasneje, ko je bilo razvito električno omrežje, pa  elektrika. Mehanizacija montažne linije, na kateri so posamezni delavci med postopkom izvajali konkretne korake, je vodila do proizvodnje izdelkov na ponovljiv način. Rezultat sta bila znatno povečana produktivnost in znižanje stroškov za končni izdelek. Kasnejša avtomatizacija je začela nadomeščati ljudi na proizvodnih linijah, ta proces pa se je z razvojem računalnika in robota še pospešil. 

## Deindustrializacija
V preteklosti so nekatere predelovalne industrije začele usihati zaradi različnih gospodarskih dejavnikov, med drugim zaradi razvoja nadomestnih tehnologij ali zaradi izgube konkurenčne prednosti. Primer za prvi razlog je padec v proizvodni vozov, ki so jih zamenjali avtomobili iz masovne proizvodnje. 
Nedavni trend je bil migracija uspešnih in industrializiranih držav v postindustrijsko družbo . To je videti v povečanju storitvenega sektorja na račun proizvodnje in razvoju, t.i. informacijske revolucije, to je informacijsko zasnovanega gospodarstva. V postindustrijski družbi se proizvajalci selijo na donosnejše lokacije (t.i. off-shoring) 
Meritve proizvodnih dejavnosti in ekonomski učinek niso zgodovinsko stabilne. Tradicionalno se je uspeh meril v številu ustvarjenih delovnih mest. Meni se, da do zmanjšanje števila zaposlenih v predelovalnih dejavnostih prihaja zaradi zmanjšane konkurenčnosti sektorja ali zaradi uvedbe vitkega procesa proizvodnje . 
S to spremembo je povezano tudi zviševanje kakovosti izdelka, ki se proizvaja. Izdelati izdelek je sicer mogoče izdelati z nizko tehnologijo z nizko kvalificirano delovno silo, vendar je sposobnost proizvajati visokotehnološke izdelke odvisna od visoko usposobljenega osebja. 

## Družba
Industrijska družba je družba, ki jo poganja uporaba tehnologije za množične proizvodnje, ki jo podpira obsežno prebivalstvo z visoko sposobnostjo za delitev dela . Danes je industrija pomemben del večine družb in narodov. Naloga vlade je imeti pri roki industrijsko politiko, s katero ureja umeščanje industrije, industrijsko onesnaževanje, financiranje in industrijsko delovno silo. 

## Industrijska delovna sila
V industrijski družbi industrija zaposluje večji del prebivalstva. To se običajno dogaja v proizvodnem sektorju. Sindikat je organizacija delavcev, katerih namen je, doseči skupne cilje na ključnih področjih, kot so plače, ure in drugi delovni pogoji. Sindikat s svojim vodstvom je v imenu članov sindikata v stiku z delodajalcem in se z njim pogaja. To gibanje se je najprej pojavilo med industrijskimi delavci. 

## Vojna
Industrijska revolucija je z množičnim proizvajanjem orožja in oskrbe, s transportom na strojni pogon, mobilizacijo, konceptom popolne vojne in orožjem za množično uničevanje spremenila obraz oboroženih spopadov. Zgodnji primeri industrijske vojne sta bili krimska vojna in ameriška državljanska vojna, njen polni potencial pa je bilo videti v obehsvetovnih vojnah . Glej tudi vojaško-industrijski kompleks, vojaška industrija in moderno vojskovanje . 

## Seznam držav po obsegu proizvodnje
| (01) Kitajska                                                                                          | 5,316 |
| (—) EU                                                                                                 | 4,757 |
| (02) ZDA                                                                                               | 3,877 |
| (03) Japonska                                                                                          | 1,842 |
| (04) Nemčija                                                                                           | 1,213 |
| (05) Rusija                                                                                            | 744   |
| (06) Južna Koreja                                                                                      | 651   |
| (07) Indija                                                                                            | 619   |
| (08) Francija                                                                                          | 589   |
| (09) Združeno kraljestvo                                                                               | 586   |
| (10) Italija                                                                                           | 576   |
| (11) Brazilija                                                                                         | 549   |
| (12) Kanada                                                                                            | 518   |
| (13) Mehika                                                                                            | 415   |
| (14) Indonezija                                                                                        | 409   |
| (15) Avstralija                                                                                        | 409   |
| (16) Španija                                                                                           | 381   |
| (17) Saudska Arabija                                                                                   | 340   |
| (18) Turčija                                                                                           | 302   |
| (19) Poljska                                                                                           | 221   |
| (20) Taivan                                                                                            | 217   |
| Dvajset največjih držav po proizvodnji (nominalno) na vrhuncu leta 2018, po IMF in CIA World Factbook. |       |

| Gospodarstvo                 | Top 20 držav po industrijski proizvodnji (nominalno) v letu 2015 (v milijonih v letu 2005 konstantni USD in devizni tečaji) |
| ---------------------------- | --- |
| (01) Združene države Amerike | 3,042,332 |
| (02) Kitajska                | 2,837,667 |
| (03) Japonska                | 1,415,551 |
| (04) Nemčija                 | 889,336 |
| (05) Indija                  | 499,519 |
| (06) Združeno kraljestvo     | 468,181 |
| (07) Južna Koreja            | 454,504 |
| (08) Francija                | 415,400 |
| (09) Kanada                  | 370,732 |
| (10) Italija                 | 369,751 |
| (11) Mehika                  | 365,959 |
| (12) Rusija                  | 277,858 |
| (13) Brazilija               | 267,769 |
| (14) Avstralija              | 261,385 |
| (15) Savdska Arabija         | 256,969 |
| (16) Španija                 | 254,480 |
| (17) Tajvan                  | 204,109 |
| (18) Indonezija              | 198,254 |
| (19) Turčija                 | 177,586 |
| (20) Poljska                 | 141,921 |